# ودادی رضایف
ودادی رضایف (ترکی آذربایجانی: Vidadi Rzayev؛ زادهٔ ۴ سپتامبر ۱۹۶۷) بازیکن فوتبال اهل جمهوری آذربایجان است.
از باشگاه‌هایی که در آن بازی کرده‌است می‌توان به باشگاه فوتبال توران تووز، باشگاه فوتبال مس کرمان، باشگاه فوتبال نفتچی باکو، باشگاه فوتبال کپز، باشگاه فوتبال قره‌باغ، باشگاه فوتبال احمد گروزنی، و باشگاه فوتبال آزال باکو اشاره کرد.
وی همچنین در تیم ملی فوتبال جمهوری آذربایجان بازی کرده‌است.